# Genetikai polimorfizmus
A  genetikai polimorfizmus két vagy több, egymástól jól elkülönülő öröklődő, morfológiai, fiziológiai, viselkedési változat előfordulása egy-egy fajon belül. Két formáját különíthetjük el:
- átmeneti, vagy tranziens polimorfizmus, amikor egy adott genetikai változat éppen elterjedés alatt áll egy populációban. Ilyenkor az allélok és következésképp a fenotípusok relatív gyakorisága generációról generációra változik;

- kiegyensúlyozott polimorfizmus, amikor két vagy több forma stabilan együtt fordul elő, generációról generációra ugyanabban az arányban.

A kiegyensúlyozott polimorfizmus egyik példája a sarlósejtes vérszegénység esete, ami elsősorban az afrikai népességeket sújtó genetikai megbetegedés, és a hemoglobin vérfesték rendellenes formája (hemoglobin S), valamint a sarló alakú vörösvértestek jellemzik. Ezekben a populációkban háromféle egyedet különböztethetünk meg. Azok, akiknek mindkét génje (AA) a normális hemoglobint határozza meg, nem szenvednek a betegségtől, míg akik egy normális és egy rendellenes génnel rendelkeznek (AS), hordozzák ugyan a sarlósejtes tulajdonságokért felelős allélt, de általában nem szenvednek a tünetektől, végül, akiknek két rendellenes alléljük van (SS) a vérszegénység krónikus és végső soron halálos kimenetelű formájában szenvednek. Vérükben a hemoglobin polimerizálódik a kapillárisokban, s ez okozza a csecsemőkorban gyakran halálos anémiás tüneteket. Ahol nem fordulnak elő a maláriát okozó Plasmodium falciparum egyedek, a káros allél kiszelektálódik a populációból. Maláriával fertőzött területeken azonban fennmarad, mivel a sarlósejtes tünetekkel rendelkező emberek az Afrikában járványos malária súlyos formájára rezisztensek, mivel vérükben nem tud szaporodni a lázállatka.